# Caru
Caru (alternativní přepisy: Zaru či Džaru) byla staroegyptská pevnost ležící na takzvané Horově cestě, hlavní obchodní tepně spojující Egypt s Kanaánem. Je rovněž známa pod řeckým názvem Silé (starořecky: Σελη). Nachází se v pohraničí v nehostinné pouštní oblasti. Toto místo rovněž sloužilo jako vyhnanství pro zločince. Například faraon Haremheb ve svém Velkém ediktu hrozí, že trestem za různé zločiny bude vyhnanství do Caru. Pevnost Caru sehrála svoji roli například během války mezi thébskými vládci a Hyksósy na přelomu 17. a 18. dynastie. Zmínka o městě se taktéž objevuje v Amarnských dopisech, korespondenci, která byla nalezena v Amarně, hlavním městě Egypta za vlády krále Achnatona.